# ARA La Argentina (D-11)
O ARA La Argentina é o segundo navio da classe Almirante Brown (MEKO 360H2), de uma série de quatro contratorpedeiros feitos para a Armada Argentina.
Sua construção começou em 31 de agosto de 1981, foi lançado ao mar em 25 de setembro de 1981 e entrou em serviço em 19 de julho de 1983.